# ダドリー・ハーディ

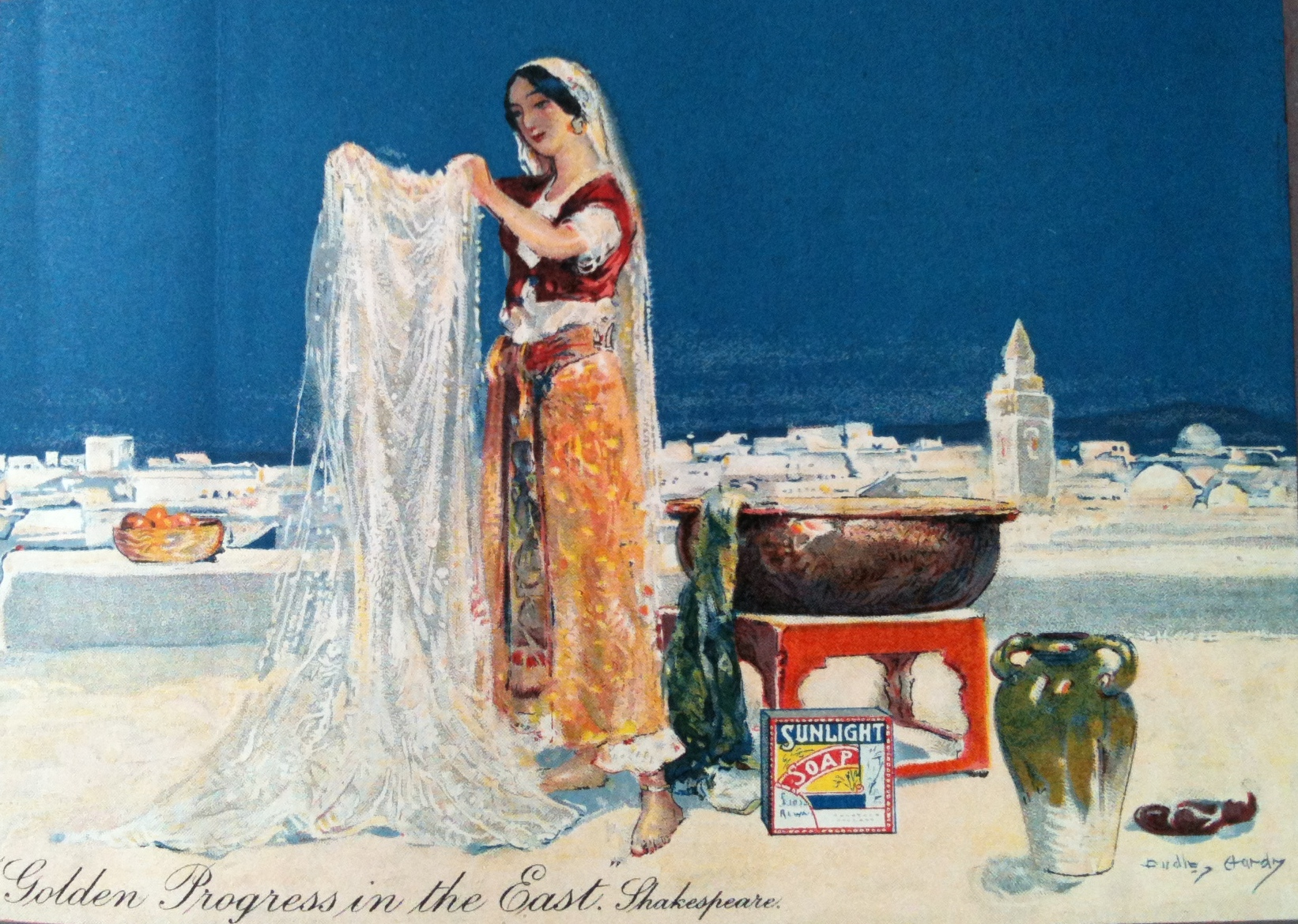
ハーディ作の洗剤の広告デザイン

ダドリー・ハーディ（Dudley Hardy, RI, ROI, RBA, RMS, PS,、1867年1月15日 – 1922年8月11日）はイギリスの画家、イラストレーターである。

## 略歴
イングランド中部のシェフィールドで生まれた。父親は海洋画家のトーマス・ブシュ・ハーディ(Thomas Bush Hardy: 1842–1897)で父親から絵を学んだ後、1882年にドイツに渡り、デュッセルドルフ美術アカデミーで3年間、学び、その後2年間、パリとアントウェルペンの美術学校でも学んだ。イギリスに戻った後はロンドンで活動した。
1885年からロンドンのロイヤル・アカデミー・オブ・アーツの展覧会に出展を始め、生涯にわたり出展を続けた。パリの展覧会にも出展した。
中東の風景やフランスのブルターニュの農民の生活などの題材で描くことを好み、雑誌などの刊行物にイラストも描いた。19世紀末にフランスなどのポスター芸術の流行を受けて、1900年代の初め、ポスターや絵葉書などを多く制作した。ドイリー・カート劇団（D'Oyly Carte Theatre Company）やサヴォイ劇場 (Savoy Theatre)のために多くのポスターを描いた。
1898年に友人の挿絵画家、George Charles Haitéや商業美術のアーティストたちとロンドン・スケッチ・クラブを創立し、後に会長も務めた。

## 作品

### ポスター・絵葉書

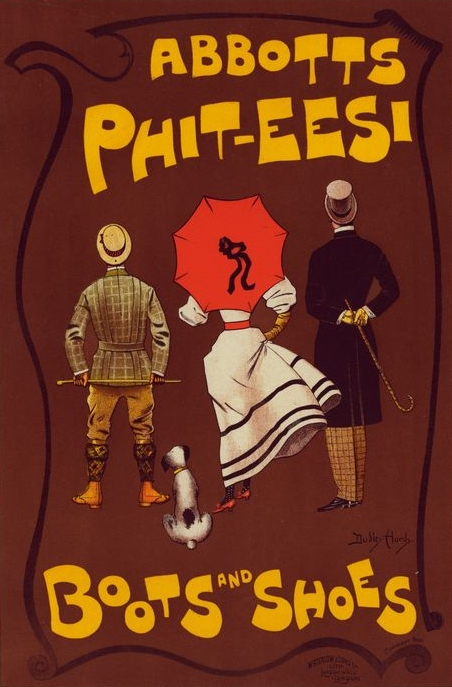
靴販売店のポスター
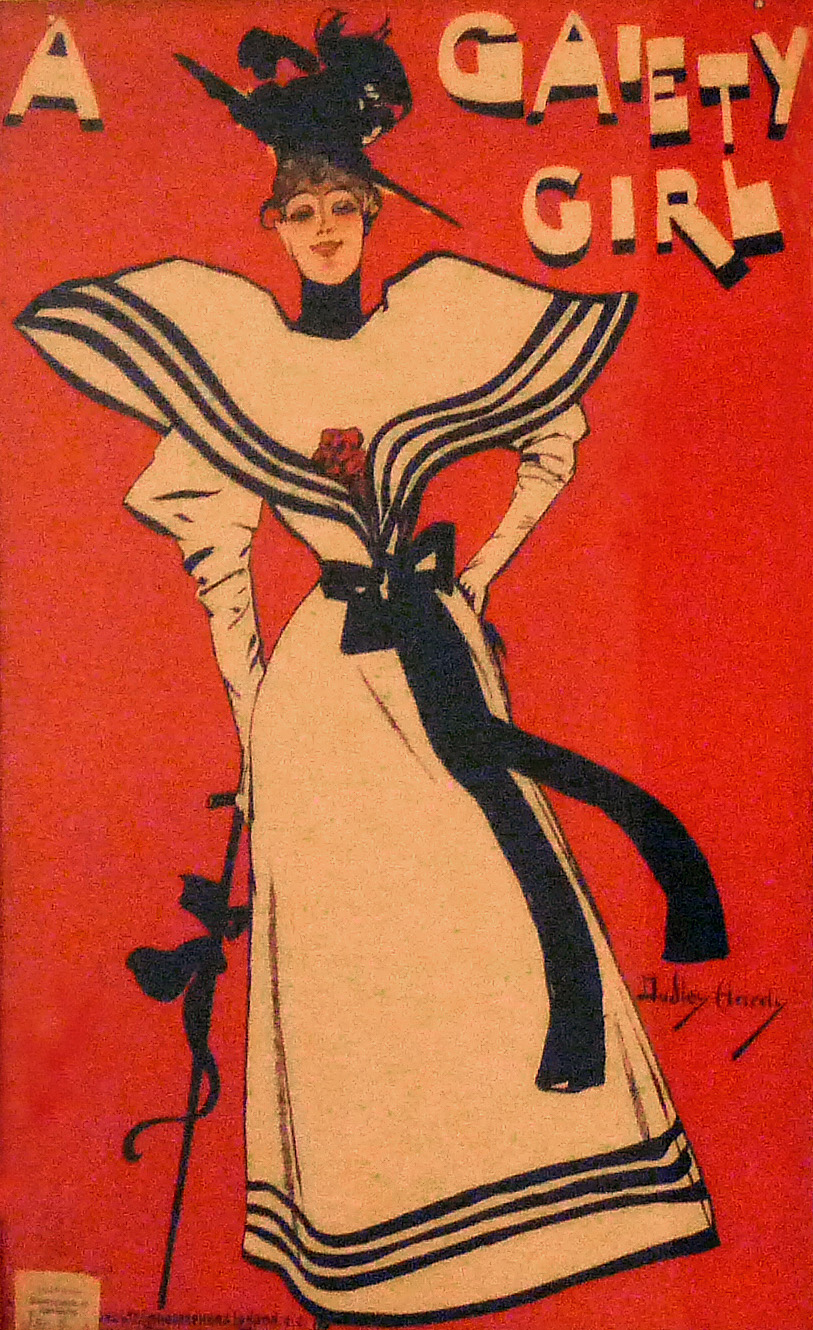
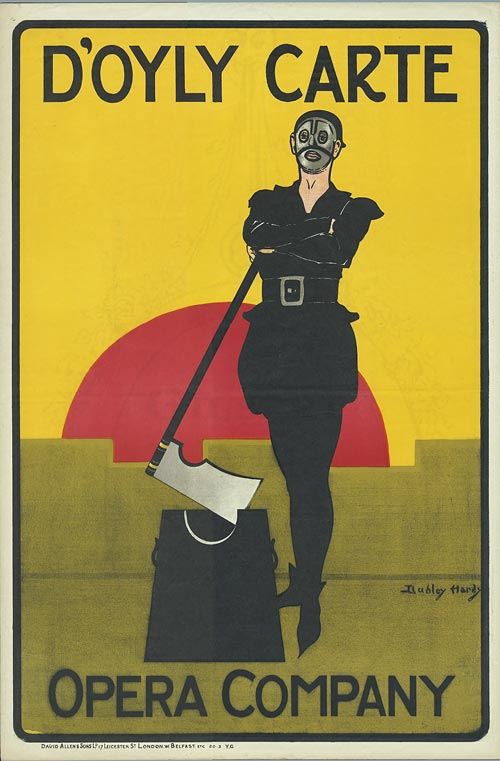
劇団のポスター
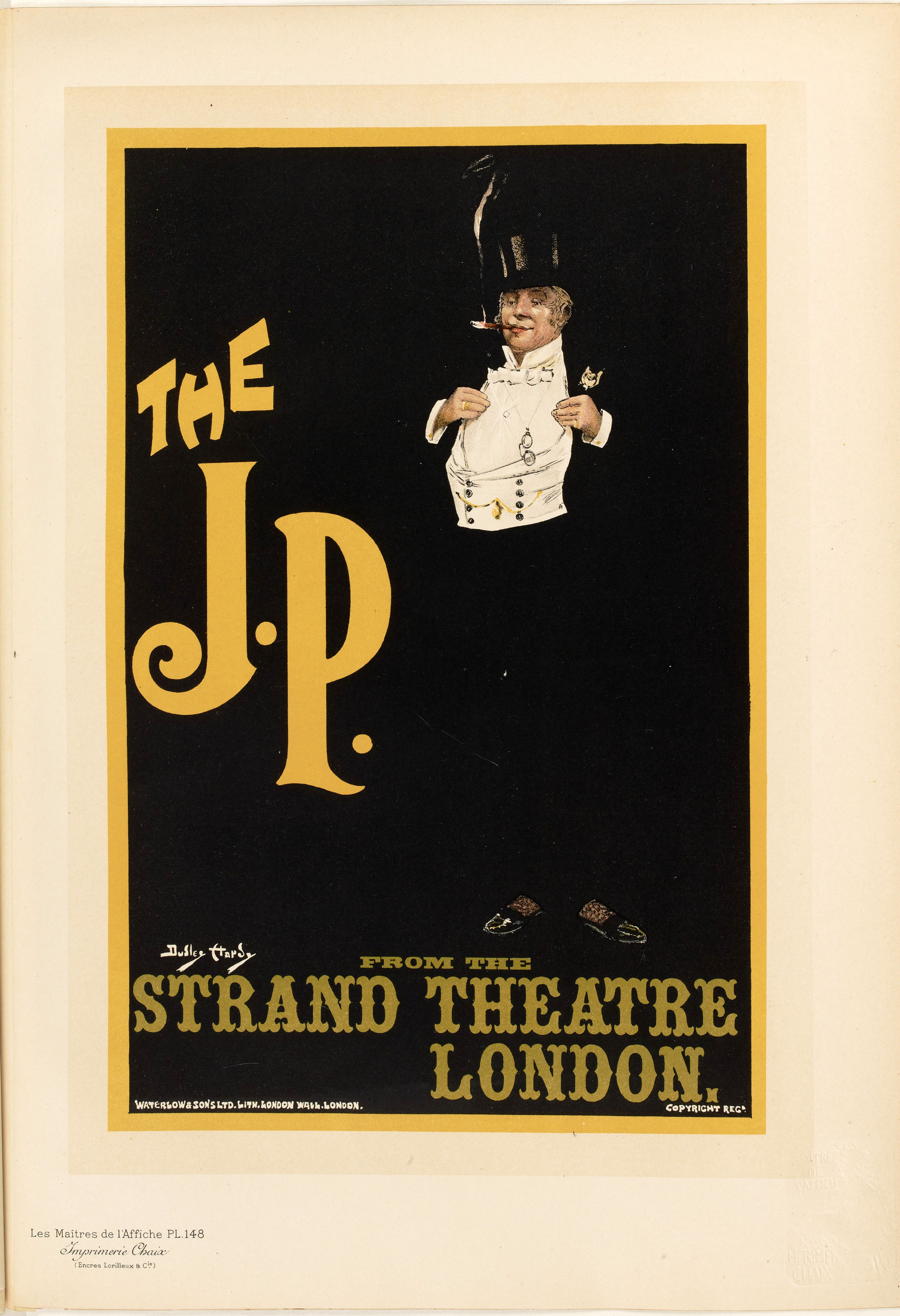
劇場のポスター
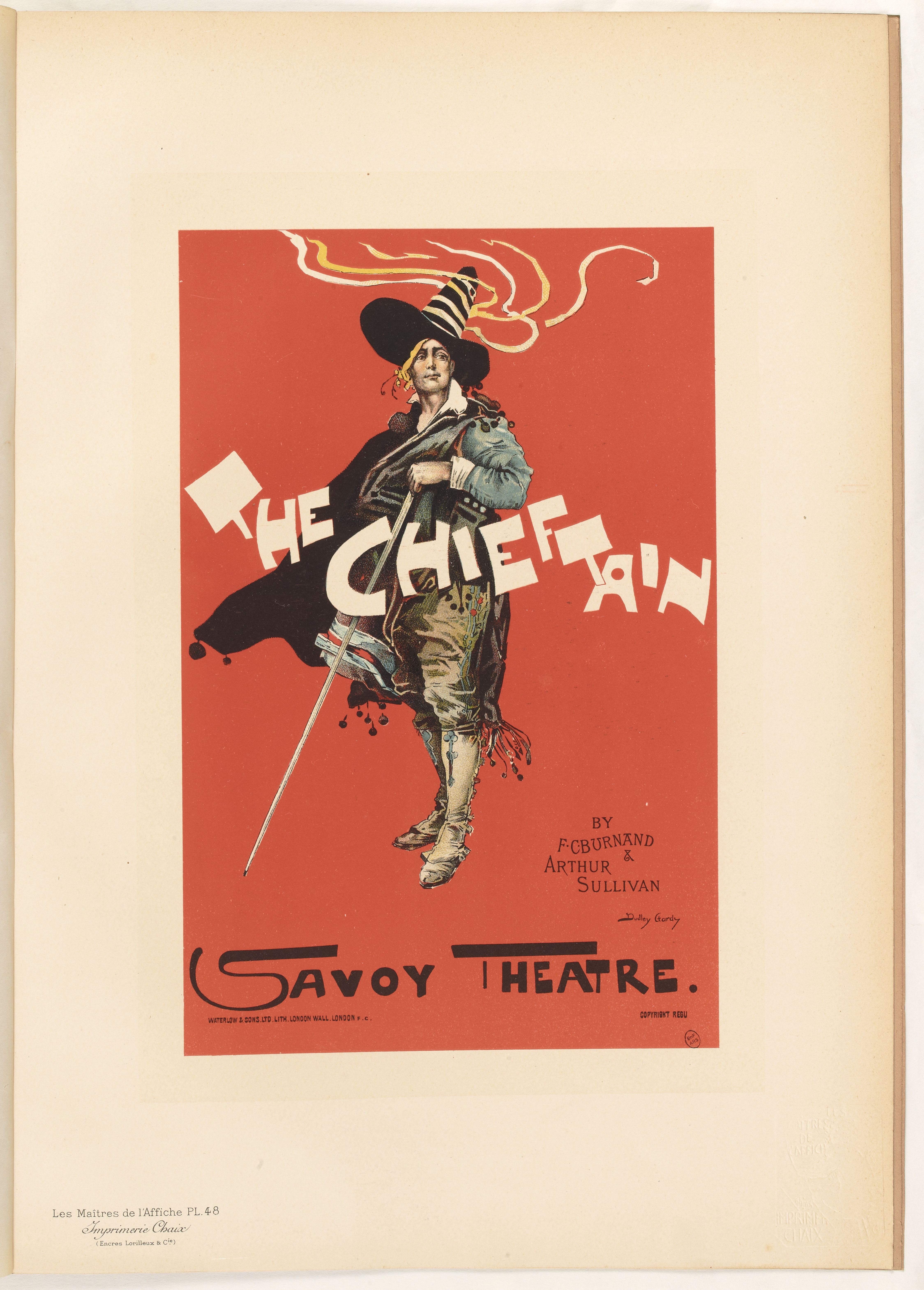
サヴォイ劇場のポスター

### その他作品

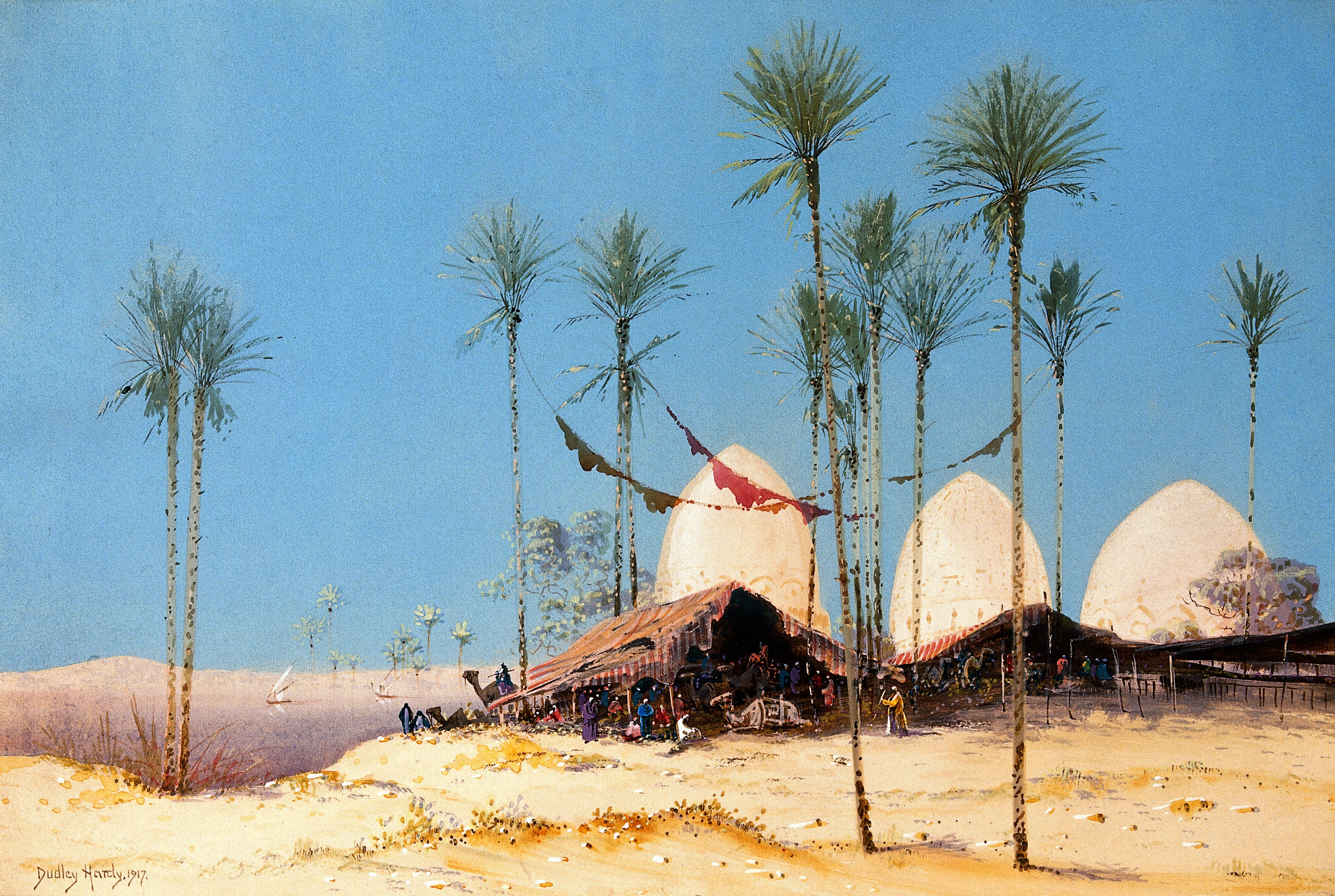
水彩画